# Enschedese Boys in het seizoen 1956/57
Het seizoen 1956/1957 was het derde jaar in het bestaan van de Enschedese betaaldvoetbalclub Enschedese Boys. De club kwam uit in de Tweede divisie A en eindigde daarin op de 15e plaats.

## Wedstrijdstatistieken

### Tweede divisie A
|       | Be Quick | Go Ahead | Heerenveen | Heracles | Leeuwarden | Oldenzaal | Oosterparkers | PEC   | Rheden | Tubantia | Veendam | Velocitas | Zwartemeer | Zwolsche Boys |
| ----- | -------- | -------- | ---------- | -------- | ---------- | --------- | ------------- | ----- | ------ | -------- | ------- | --------- | ---------- | ------------- |
| Thuis | 1 – 3    | 0 – 1    | 1 – 2      | 1 – 0    | 0 – 0      | 1 – 1     | 0 – 3         | 3 – 1 | 2 – 3  | 2 – 0    | 0 – 0   | 4 – 2     | 5 – 0      | 3 – 1         |
| Uit   | 3 – 1    | 1 – 2    | 2 – 2      | 3 – 1    | 5 – 0      | 2 – 2     | 3 – 2         | 2 – 1 | 3 – 1  | 2 – 2    | 2 – 0   | 3 – 1     | 5 – 3      | 3 – 1         |

## Statistieken Enschedese Boys 1956/1957

### Eindstand Enschedese Boys in de Nederlandse Tweede divisie A 1956 / 1957
| Stand | Gespeeld | Gewonnen | Gelijk | Verloren | Punten | Doelpunten voor | Doelpunten tegen |
| ----- | -------- | -------- | ------ | -------- | ------ | --------------- | ---------------- |
| 15e   | 28       | 7        | 6      | 15       | 20     | 42              | 56               |

### Topscorers
| Tweede divisie \| # \| Naam \| \| \| ------ \| ---------------------- \| -- \| \| 1. \| Gerrit Nijsink \| 17 \| \| 2. \| Koen Weijdijk \| 5 \| \| 3. \| Henk Leusink \| 4 \| \| 3. \| Hans Luiten \| 4 \| \| 5. \| Graats Knobbe \| 3 \| \| 6. \| Bennie van Stuivenberg \| 2 \| \| 7. \| Edy Groothuis \| 1 \| \| 7. \| Bart Klaver \| 1 \| \| 7. \| Waldemar Langwagen \| 1 \| \| 7. \| Henk Luiten \| 1 \| \| 7. \| Herman Selderhuis \| 1 \| \| 7. \| Karl Schnitzer \| 1 \| \| 7. \| Gerrit Wildeboer \| 1 \| \| Totaal \| Totaal \| 42 \| |                        |      |
| # | Naam                   | Goal |
| 1. | Gerrit Nijsink         | 17   |
| 2. | Koen Weijdijk          | 5    |
| 3. | Henk Leusink           | 4    |
| 3. | Hans Luiten            | 4    |
| 5. | Graats Knobbe          | 3    |
| 6. | Bennie van Stuivenberg | 2    |
| 7. | Edy Groothuis          | 1    |
| 7. | Bart Klaver            | 1    |
| 7. | Waldemar Langwagen     | 1    |
| 7. | Henk Luiten            | 1    |
| 7. | Herman Selderhuis      | 1    |
| 7. | Karl Schnitzer         | 1    |
| 7. | Gerrit Wildeboer       | 1    |
| Totaal | Totaal                 | 42   |

### Punten per speelronde
| Speelronde | 1 | 2 | 3 | 4 | 5 | 6 | 7 | 8 | 9 | 10 | 11 | 12 | 13 | 14 | 15 | 16 | 17 | 18 | 19 | 20 | 21 | 22 | 23 | 24 | 25 | 26 | 27 | 28 |
| ---------- | - | - | - | - | - | - | - | - | - | -- | -- | -- | -- | -- | -- | -- | -- | -- | -- | -- | -- | -- | -- | -- | -- | -- | -- | -- |
| Punten     | 0 | 0 | 0 | 2 | 0 | 0 | 1 | 1 | 0 | 2  | 0  | 1  | 0  | 0  | 0  | 2  | 1  | 0  | 0  | 1  | 2  | 2  | 1  | 0  | 0  | 2  | 2  | 0  |

### Punten na speelronde
| Speelronde | 1 | 2 | 3 | 4 | 5 | 6 | 7 | 8 | 9 | 10 | 11 | 12 | 13 | 14 | 15 | 16 | 17 | 18 | 19 | 20 | 21 | 22 | 23 | 24 | 25 | 26 | 27 | 28 |
| ---------- | - | - | - | - | - | - | - | - | - | -- | -- | -- | -- | -- | -- | -- | -- | -- | -- | -- | -- | -- | -- | -- | -- | -- | -- | -- |
| Punten     | 0 | 0 | 0 | 2 | 2 | 2 | 3 | 4 | 4 | 6  | 6  | 7  | 7  | 7  | 7  | 9  | 10 | 10 | 10 | 11 | 13 | 15 | 16 | 16 | 16 | 18 | 20 | 20 |

### Doelpunten per speelronde
| Speelronde | 1 | 2 | 3 | 4 | 5 | 6 | 7 | 8 | 9 | 10 | 11 | 12 | 13 | 14 | 15 | 16 | 17 | 18 | 19 | 20 | 21 | 22 | 23 | 24 | 25 | 26 | 27 | 28 | Totaal |
| ---------- | - | - | - | - | - | - | - | - | - | -- | -- | -- | -- | -- | -- | -- | -- | -- | -- | -- | -- | -- | -- | -- | -- | -- | -- | -- | ------ |
| Doelpunten | 2 | 0 | 0 | 3 | 1 | 1 | 2 | 1 | 3 | 4  | 1  | 0  | 1  | 2  | 0  | 2  | 0  | 1  | 1  | 2  | 2  | 5  | 2  | 1  | 0  | 3  | 1  | 1  | 42     |